# Cléa Gaultier
Pour les articles homonymes, voir Gaultier.
Cléa Gaultier, née le 25 octobre 1990 à Lyon, est une actrice de films pornographiques et un mannequin de charme française.

## Biographie
Cléa Gautier est née à Lyon (France) le 25 octobre 1990. Après des études secondaires, elle étudie la philosophie et la psychologie à l'institut de psychologie PSYCHO  dépendant de l'Université Lumière-Lyon-II. C'est à cette époque qu'elle décide de quitter le cocon familial. Elle travaille comme mannequin de charme pour différentes publications françaises, défile sur divers podiums et exerce, un temps, comme danseuse Go-go. C'est au cours d'une de ses exhibitions qu'elle fait la connaissance d'Anthony Gaultier avec lequel elle vivra en couple. Ce dernier, après avoir visionné quelques films la mettant en scène comme Offertes à d'autres, lui suggère de s'orienter vers une carrière dans la pornographie. Cléa contacte les studios Jacquie et Michel pour lesquels elle interprète, avec un succès mitigé, un petit nombre de DVDs dont son premier film interracial. Les débuts sont difficiles car la concurrence est rude dans le milieu de la pornographie. En 2016, son compagnon fait parvenir quelques photographies de Cléa au producteur Marc Dorcel qui lui donne l'opportunité de commencer une carrière d'actrice pornographique. Elle est alors âgée de 26 ans,,. Son corps, très souple et sculpté par de nombreuses années de danse classique,, lui permet de conquérir de nombreux fans.
Cléa Gaultier travaille pour différents studios européens et américains dont Video Marc Dorcel, Brazzers, Reality Kings, New Sensations, Naughty America, Digital Playground, SexArt, Tushy, Girlfriends Films, Evil Angel, Private, entre autres.
En 2017, Cléa enregistre, conjointement avec Apolonia Lapiedra et Ella Hughes un premier DVD au thème interracial pour Private intitulé Pajama Party.

## Filmographie sélective
À la date de novembre 2020, Cléa Gaultier a interprété plus de 140 films, y compris les compilations et les scènes diffusées sur Internet par l'intermédiaire d'une webcam. En voici quelque titres :
- Anal Loving Lingerie Models[14] ;
- Cara and Lucy Escorts Deluxe[15] ;
- Educating Clea[16] ;
- Lana Desires of Submission[17] ;
- Nacho's New Girls[18] ;
- Real Anal Lovers 3[19] ;
- The Prisoner[20] ;
- Sexercise[21] ;
- Swinging Couples 2[22] ;
- Thirst For Sex[23].

Une filmographie complète peut être consultée ici

## Récompenses et distinctions honorifiques
La reconnaissance du milieu vient enfin avec la nomination, en juillet 2018, d'ambassadrice des studios et de la marque Marc Dorcel pour l'année 2018.
2019  AVN  Premier Prix de la meilleure scène de sodomie dans une production étrangère pour The Prisoner.
Nominations
- 2018 ; Prix XBIZ Europe ; Actrice de l'année ;
- 2018 ; Prix XBIZ Europe ; Meilleure scène glamour pour Luxure: Épouse a éduquer :
- 2019 ; Prix AVN ; Actrice étrangère de l'année ;
- 2019 ; Prix AVN ; Meilleure scène de sexe dans une production étrangère pour The Adopted Daughter: Family Secret  ;
- 2019 ; Prix AVN ; Meilleure scène de saphisme en groupe dans une production étrangère pour Positions ;
- 2019 ; Prix XBIZ Europe ; Meilleure scène de sexe glamour pour Educating Clea ;
- 2019 ; Spank Bank Awards ; Meilleur Piercing ;
- 2019 ; Spank Bank Awards ; Séductrice européenne de l'année;
- 2019 ; Spank Bank Awards ; Meilleure utilisation exhaustive de tous les orifices ;
- 2020 ; Prix AVN ; Actrice étrangère de l'année :
- 2020 ; Prix AVN ; Meilleure scène de fellation pour Clea Desires of Submission ;
- 2020 ; Prix AVN ; Meilleure scène de sodomie dans une production étrangère pour Clea  ;
- 2020 ; Prix XBIZ Europe ; Actrice de l'année ;
- 2020 ; Prix XBIZ Europe ; Meilleure performance pour A Perfect Woman;
- 2020 ; Prix XBIZ Europe ; Meilleure scène de sexe sur une pellicule protagoniste pour Sex Dance ;
- 2020 ; Prix XBIZ Europe ; Meilleure scène de sexe glamour pour Clea, An Indecent Story
- 2020 ; Prix XBIZ Europe ; Meilleure scène saphiste pour Bad Girls: Lesbian Desires

Remporté
- 2019 ; Prix AVN ; Meilleure scène de sodomie dans une production étrangère pour The Prisoner ;
- 2019 ; Prix XBIZ Europe ; Actrice de l'année ;